# Stage (álbum de David Bowie)
Stage es un álbum en vivo de David Bowie, lanzado en 1978. Consiste en el segundo álbum en vivo de la carrera de Bowie, siendo el primero David Live de 1974. Stage fue grabado durante la gira Isolar II Tour. El álbum llegó al número 5 en Inglaterra, al número 1 en Nueva Zelanda y al número 2 en Holanda, como posiciones más destacadas. 